# حمید عسکری
حمید عسکری (زاده ۲۰ مهر ۱۳۵۷ آبادان) خواننده، ترانه‌سرا و آهنگساز موسیقی پاپ ایرانی است.
حمید عسکری به علت موقعیت شغلی پدرش در آبادان متولد شد اما به دلیل جنگ به اصفهان مهاجرت کرد و در آنجا بزرگ شد.

## فعالیت هنری
وی کار خود را در سال ۱۳۷۷ با گروه موسیقی مهرگان (گروه دانشجویی) آغاز کرد و در سال ۱۳۸۲ این گروه را ترک کرد و مشغول آهنگ‌سازی برای خوانندگان شد و در سال ۱۳۸۵ خورشیدی نخستین آلبوم خود به نام «کما» را منتشر کرد و در سال ۱۳۸۶ پرفروش‌ترین آلبوم موسیقی ایران شد. وی تاکنون ۶ آلبوم رسمی و دارای مجوز منتشر کرده است.
او همچنین چند کنسرت در ایران نیز اجرا کرده است.
عسکری در سال ۱۳۹۲ کنسرت‌هایی در شهرهای لس آنجلس (سالن تئاتر دالبی)، سن خوزه، نیویورک، واشینگتن، دالاس و تورنتو برگزار کرد که با استقبال قابل توجه ایرانیان ساکن در ایالات متحده آمریکا و کانادا مواجه شد.

## فیلم‌شناسی
| نام                | سال ساخت | نقش     | کارگردان        |
| ------------------ | -------- | ------- | --------------- |
| دختران حوا         | ۱۳۹۱     | خواننده | حسین سهیلی زاده |
| شانس، عشق، تصادف   | ۱۳۹۳     | بازیگر  | آرش معیریان     |
| سریال سی و نه هفته | ۱۳۹۳     | خواننده | مرتضی هرندی     |
| دو دوست            | ۱۳۹۳     | بازیگر  | محمد بانکی      |

## برنامه‌های نمایشی
| نام برنامه             | کارگردان         |
| ---------------------- | ---------------- |
| شام ایرانی             | محمد شایسته      |
| شب کوک                 | باربد بابایی     |
| امضا                   | کیهان شادور      |
| چارگوش                 | آپارات           |
| شب فیروزه‌ای            | ابوالفضل اقاخانی |
| دورهمی                 | مهران مدیری      |
| خندوانه                | رامبد جوان       |
| پانوراما               | اشکان خطیبی      |
| کودک شو                | پژمان بازغی      |
| شب‌های مافیا (فصل پنجم) | محمدرضا رضاییان  |
| جام آرزوها             | پژمان بازغی      |
| همزاد من               | یوسف تیموری      |

## آلبوم‌شناسی

### پرنده(۱۳۸۵) (غیررسمی)
| نام ترانه                   | ترانه‌سرا       | آهنگ‌ساز    | تنظیم‌کننده  |
| --------------------------- | -------------- | ---------- | ----------- |
| به دلم مونده                | سپیده قائم‌مقام | حمید عسکری | حمید عسکری  |
| بی‌تفاوت                     |                | حمید عسکری | حمید عسکری  |
| دل دل نکن به رفتن           |                | حمید عسکری | حمید عسکری  |
| دوست دارم                   |                | حمید عسکری | میلاد ترابی |
| گریه نکن (همراه امین رستمی) |                | حمید عسکری | نیما وارسته |
| ناشناسی                     |                | حمید عسکری | نیما وارسته |
| پرونده                      |                | حمید عسکری | رسول رسولی  |
| شعر عاشقانه                 |                | حمید عسکری | نیما وارسته |

### دل‌بریده(۱۳۸۶) (غیررسمی)
دومین آلبوم عسکری و اولین آلبوم غیررسمی او در سال ۱۳۸۶ با عنوان دل‌بریده منتشر شد. ۷ قطعه از ۸ قطعهٔ این آلبوم از تک آهنگ‌های عسکری است. قطعهٔ پرونده توسط او برای مهدی مقدریان ساخته شده‌بود که طی کپی رایتی با صدای وی منتشر شد. آهنگساز همهٔ قطعات در این آلبوم حمید عسکری و تنظیم‌کنندگان نیما وارسته (۴ قطعه)، خود عسکری (۲ قطعه)، میلاد ترابی (۱ قطعه) و رسول رسولی (۱ قطعه) تنظیم شده است. ترانه‌سرای این آلبوم به‌جز ترانه‌سرای قطعهٔ وقت رفتن (فاطمه صالحی) که در آلبوم کما ۲ مشخص شد، نامشخص است.
| نام ترانه                   | ترانه‌سرا       | آهنگ‌ساز    | تنظیم‌کننده  |
| --------------------------- | -------------- | ---------- | ----------- |
| دوست دارم                   |                | حمید عسکری | میلاد ترابی |
| ناشناسی                     |                | حمید عسکری | نیما وارسته |
| پرونده                      |                | حمید عسکری | رسول رسولی  |
| به دلم موند                 | سپیده قائم‌مقام | حمید عسکری | حمید عسکری  |
| وقت رفتن                    | فاطمه صالحی    | حمید عسکری | حمید عسکری  |
| شعر عاشقانه                 |                | حمید عسکری | نیما وارسته |
| گریه نکن (همراه امین رستمی) |                | حمید عسکری | نیما وارسته |
| دل دل نکن به رفتن           |                | حمید عسکری | نیما وارسته |

### کما ۱(۱۳۸۵)
اولین آلبوم رسمی حمید عسکری در بهمن ماه ۱۳۸۵ به نام کما به تهیه و نشر پویا موزیک (یحیی مشایخی) منتشر شد. این آلبوم به فروش بالایی (یک میلیون و ۷۰۰ هزار نسخه) دست یافت و به عنوان پدیده و پر فروش‌ترین آلبوم سال ۱۳۸۶ یاد شد. آهنگ‌سازان این آلبوم حمید عسکری، فرهاد زارع و میلاد ترابی، ترانه‌سرایان آن حمید عسکری، فرهاد زارع، دانیال رحمت، فخرالسادات ترابی‌پور، فاطمه صالحی و رضا عسکری می‌باشند. تنظیم قطعات به عهدهٔ میلاد ترابی (۵ قطعه)، بهنام صفوی (۳ قطعه) و مهران خالصی (۱ قطعه) می‌باشد.
| نام ترانه   | ترانه‌سرا                        | آهنگ‌ساز     | تنظیم‌کننده  | میکس و مسترینگ | ضبط                                  |
| ----------- | ------------------------------- | ----------- | ----------- | -------------- | ------------------------------------ |
| تلافی       | حمید عسکری                      | حمید عسکری  | میلاد ترابی | میلاد ترابی    | استودیو آواز (فرزین) / محمد موسوی    |
| قسمت        | حمید عسکری                      | حمید عسکری  | میلاد ترابی | میلاد ترابی    | استودیو آواز (فرزین) / محمد موسوی    |
| دلم گرفته   | فاطمه صالحی و حمید عسکری        | میلاد ترابی | میلاد ترابی | میلاد ترابی    | استودیو آواز (فرزین) / محمد موسوی    |
| بارون       | حمید عسکری و دانیال رحمت        | حمید عسکری  | میلاد ترابی | میلاد ترابی    | استودیو آواز (فرزین) / محمد موسوی    |
| خاطره       | حمید عسکری                      | حمید عسکری  | میلاد ترابی | میلاد ترابی    | استودیو آواز (فرزین) / محمد موسوی    |
| سنگ غرور    | رضا عسکری و فخرالسادات ترابی‌پور | حمید عسکری  | مهران خالصی | میلاد ترابی    | استودیو اولین خانهٔ هنر / نیما وارسته |
| کی عوض شده؟ | حمید عسکری                      | حمید عسکری  | بهنام صفوی  | میلاد ترابی    | استودیو اولین خانهٔ هنر / نیما وارسته |
| طعنه        | فرهاد زارع و حمید عسکری         | فرهاد زارع  | بهنام صفوی  | میلاد ترابی    | استودیو اولین خانهٔ هنر / نیما وارسته |
| باور        | فرهاد زارع                      | فرهاد زارع  | بهنام صفوی  | میلاد ترابی    | استودیو اولین خانهٔ هنر / نیما وارسته |

### کما ۲(۱۳۸۸)
دومین آلبوم رسمی حمید عسکری با نام کما ۲ در ۱۱ آبان ۱۳۸۸ به تهیهٔ هدایت فیلم (مرتضی شایسته) و نشر شرکت هم آواز آهنگ منتشر شد. این آلبوم با وجود فروش بالایی که داشت نتوانست طرفداران را راضی کند. عسکری علت این را تنظیم ضعیف نیما وارسته دانست و در آلبوم بعدی دوباره با میلاد ترابی همکاری کرد. آهنگ‌سازان این آلبوم حمید عسکری و شهاب رمضان، ترانه‌سرایان آن حمید عسکری، محمدرضا گلی‌زاده، داریوش شهریاری، آرتمیس توکلی، محمد علیزاده، محمد کاظمی و فاطمه صالحی بودند. تنظیم آن توسط نیما وارسته (۸ قطعه) و بهنام صفوی (۱ قطعه) انجام شده است.
| نام ترانه     | ترانه‌سرا                     | آهنگ‌ساز                 | تنظیم‌کننده  | میکس و مسترینگ | ضبط                                  |
| ------------- | ---------------------------- | ----------------------- | ----------- | -------------- | ------------------------------------ |
| فرشته         | حمید عسکری و محمدرضا گلی‌زاده | حمید عسکری              | نیما وارسته | نیما وارسته    | استودیو اولین خانهٔ هنر / نیما وارسته |
| گل من         | حمید عسکری                   | حمید عسکری              | نیما وارسته | نیما وارسته    | استودیو اولین خانهٔ هنر / نیما وارسته |
| خسته شدم      | حمید عسکری و داریوش شهریاری  | حمید عسکری              | نیما وارسته | نیما وارسته    | استودیو اولین خانهٔ هنر / نیما وارسته |
| خنده و گریه   | حمید عسکری و آرتمیس توکلی    | حمید عسکری              | نیما وارسته | نیما وارسته    | استودیو اولین خانهٔ هنر / نیما وارسته |
| ستاره         | حمید عسکری و محمد علیزاده    | حمید عسکری              | نیما وارسته | نیما وارسته    | استودیو اولین خانهٔ هنر / نیما وارسته |
| تقصیر         | حمید عسکری و داریوش شهریاری  | حمید عسکری              | نیما وارسته | نیما وارسته    | استودیو اولین خانهٔ هنر / نیما وارسته |
| واسه اینه که… | حمید عسکری                   | حمید عسکری              | نیما وارسته | نیما وارسته    | استودیو اولین خانهٔ هنر / نیما وارسته |
| چشمای تو      | حمید عسکری و محمد کاظمی      | حمید عسکری و شهاب رمضان | بهنام صفوی  | نیما وارسته    | استودیو اولین خانهٔ هنر / نیما وارسته |
| وقت رفتن      | فاطمه صالحی                  | حمید عسکری              | نیما وارسته | نیما وارسته    | استودیو اولین خانهٔ هنر / نیما وارسته |

### کما ۳(۱۳۸۹)
سومین آلبوم رسمی حمید عسکری به نام کما ۳ در ۱۱ اسفند ۱۳۸۹ به تهیهٔ هدایت فیلم (مرتضی شایسته) و نشر آوای هنر منتشر شد. آهنگ‌سازی همهٔ قطعات در این آلبوم به عهدهٔ خود عسکری، ترانه‌ها به‌عهدهٔ عسکری (چهار قطعه)، علی بحرینی (دو قطعه)، نرگس جعفری (یک قطعه)، داریوش شهریاری (یک قطعه) و امین بامشاد (یک قطعه) می‌باشد. تنظیم قطعات نیز به‌عهدهٔ میلاد ترابی (چهار قطعه)، فرشاد فارسی (دو قطعه)، مهران خالصی (یک قطعه)، امید حجت (یک قطعه) و حمید عسکری (یک قطعه) می‌باشد.
| نام ترانه          | ترانه‌سرا       | آهنگ‌ساز    | تنظیم‌کننده  | میکس و مسترینگ | ضبط                      |
| ------------------ | -------------- | ---------- | ----------- | -------------- | ------------------------ |
| به عشق تو          | حمید عسکری     | حمید عسکری | فرشاد فارسی | ایمان حجت      | استودیو راگا / ایمان حجت |
| بیا دنبال من       | حمید عسکری     | حمید عسکری | میلاد ترابی | میلاد ترابی    | استودیو راگا / ایمان حجت |
| مث من و تو         | علی بحرینی     | حمید عسکری | فرشاد فارسی | ایمان حجت      | استودیو راگا / ایمان حجت |
| اگه به تو نمی‌رسم   | حمید عسکری     | حمید عسکری | حمید عسکری  | میلاد ترابی    | استودیو راگا / ایمان حجت |
| من کجای زندگیتم    | علی بحرینی     | حمید عسکری | میلاد ترابی | میلاد ترابی    | استودیو راگا / ایمان حجت |
| قسم                | نرگس جعفری     | حمید عسکری | میلاد ترابی | میلاد ترابی    | استودیو راگا / ایمان حجت |
| آهای تو که عشق منی | امین بامشاد    | حمید عسکری | میلاد ترابی | میلاد ترابی    | استودیو راگا / ایمان حجت |
| التماس             | داریوش شهریاری | حمید عسکری | مهران خالصی | میلاد ترابی    | استودیو راگا / ایمان حجت |
| هرچی بگی همونه     | حمید عسکری     | حمید عسکری | امید حجت    | میلاد ترابی    | استودیو راگا / ایمان حجت |

### خوشبختی(۱۳۹۲)
چهارمین اثر رسمی حمید عسکری به نام خوشبختی در ۱۵ بهمن ماه ۱۳۹۲ به نشر دو شرکت هنر اول و آوای هنر منتشر شد. آهنگ‌سازی همهٔ قطعات مانند آلبوم قبل بر عهدهٔ عسکری و ترانه‌ها به عهدهٔ او، امیر بذرافشان، علی بحرینی و زهره زمانی بود. در زمینه تنظیم نیز تنظیم‌کنندگان صاحب نام کشور ایران همچون شهاب اکبری، پوریا حیدری، کوشان حداد و محمد موجرلو حضور داشتند. همچنین نیما وارسته که پیشتر در پروژهٔ کما ۲ و رهبری ارکستر کنسرت‌های عسکری شاهد آن بودیم، میکس و مسترینگ ۳ قطعه را عهده‌دار بود.
| نام ترانه                | ترانه‌سرا      | آهنگ‌ساز    | تنظیم‌کننده  | میکس و مسترینگ | ضبط                                  |
| ------------------------ | ------------- | ---------- | ----------- | -------------- | ------------------------------------ |
| خیلی دوست دارم           | حمید عسکری    | حمید عسکری | شهاب اکبری  | نیما وارسته    | استودیو اولین خانهٔ هنر / نیما وارسته |
| خداحافظ عشق من           | حمید عسکری    | حمید عسکری | شهاب اکبری  | ایمان حجت      | استودیو اولین خانهٔ هنر / نیما وارسته |
| هوای گریه                | امیر بذرافشان | حمید عسکری | محمد موجرلو | نیما وارسته    | استودیو اولین خانهٔ هنر / نیما وارسته |
| بزن بارون                | حمید عسکری    | حمید عسکری | شهاب اکبری  | ایمان حجت      | استودیو اولین خانهٔ هنر / نیما وارسته |
| خوشبختی                  | علی بحرینی    | حمید عسکری | کوشان حداد  | آرش پاکزاد     | استودیو اولین خانهٔ هنر / نیما وارسته |
| تقاص                     | حمید عسکری    | حمید عسکری | شهاب اکبری  | ایمان حجت      | استودیو اولین خانهٔ هنر / نیما وارسته |
| آهنگی که دوست داشتی      | زهره زمانی    | حمید عسکری | شهاب اکبری  | ایمان حجت      | استودیو اولین خانهٔ هنر / نیما وارسته |
| روزگار                   | علی بحرینی    | حمید عسکری | پوریا حیدری | پوریا حیدری    | استودیو اولین خانهٔ هنر / نیما وارسته |
| بگو دوسم داری            | امیر بذرافشان | حمید عسکری | پوریا حیدری | پوریا حیدری    | استودیو اولین خانهٔ هنر / نیما وارسته |
| سوءظن                    | حمید عسکری    | حمید عسکری | شهاب اکبری  | ایمان حجت      | استودیو اولین خانهٔ هنر / نیما وارسته |
| عشق یه‌طرفه               | حمید عسکری    | حمید عسکری | شهاب اکبری  | نیما وارسته    | استودیو اولین خانهٔ هنر / نیما وارسته |
| خیلی دوست دارم (بی کلام) |               | حمید عسکری | شهاب اکبری  | نیما وارسته    | استودیو اولین خانهٔ هنر / نیما وارسته |

### از عشق(۱۳۹۴)
پنجمین آلبوم رسمی عسکری با نام از عشق در ۴ خرداد ۱۳۹۴ منتشر شد. در این آلبوم برای اولین بار عسکری هیچ ترانه‌ای نسرود و ترانه‌سرایان آن علی عباسی، کاظم موسوی، علی بحرینی، علی ایلیا، امیر بذرافشان و حمید فریزند بودند. آهنگ‌سازان این آلبوم نیز عسکری، مهدی دارابی و حسین قربان‌پور بودند. تنظیم‌ها نیز به‌عهدهٔ شهاب اکبری، پوریا حیدری، مسعود جهانی و کوشان حداد بود. حمید عسکری همچنین این آلبوم را به زنده یاد نیما وارسته تقدیم کرد
| نام ترانه      | ترانه‌سرا                | آهنگ‌ساز       | تنظیم‌کننده  | میکس و مسترینگ | ضبط                     |
| -------------- | ----------------------- | ------------- | ----------- | -------------- | ----------------------- |
| خواهش که می‌کنم | علی عباسی               | حمید عسکری    | کوشان حداد  | مسعود جهانی    | استودیو شیری / رضا شیری |
| ایده‌آل         | علی بحرینی و کاظم موسوی | حمید عسکری    | پوریا حیدری | مسعود جهانی    | استودیو شیری / رضا شیری |
| عشق تو         | امیر بذرافشان           | حمید عسکری    | مسعود جهانی | مسعود جهانی    | استودیو شیری / رضا شیری |
| فراموشی        | امیر بذرافشان           | حسین قربان‌پور | مسعود جهانی | مسعود جهانی    | استودیو شیری / رضا شیری |
| می‌ترسیدم       | حمید فریزند             | مهدی دارابی   | مسعود جهانی | مسعود جهانی    | استودیو شیری / رضا شیری |
| گریهٔ مرد       | علی ایلیا               | حمید عسکری    | مسعود جهانی | مسعود جهانی    | استودیو شیری / رضا شیری |
| عشق سابق       | امیر بذرافشان           | حمید عسکری    | شهاب اکبری  | مسعود جهانی    | استودیو شیری / رضا شیری |
| خط به خط       | امین بامشاد             | حمید عسکری    | شهاب اکبری  | مسعود جهانی    | استودیو شیری / رضا شیری |
| ماه من         | حمید فریزند             | مهدی دارابی   | مسعود جهانی | مسعود جهانی    | استودیو شیری / رضا شیری |
| از عشق         | علی ایلیا               | حمید عسکری    | پوریا حیدری | مسعود جهانی    | استودیو شیری / رضا شیری |
| کناریت         | کاظم موسوی              | حمید عسکری    | شهاب اکبری  | مسعود جهانی    | استودیو شیری / رضا شیری |
| کبریت          | علی عباسی و کاظم موسوی  | حمید عسکری    | شهاب اکبری  | مسعود جهانی    | استودیو شیری / رضا شیری |

### دیوونه‌وار(۱۳۹۵)
ششمین مجموعهٔ موسیقی رسمی حمید عسکری با نام دیوونه‌وار در ۳۰ فروردین ۱۳۹۵ منتشر شد. در این آلبوم همهٔ آهنگ‌سازی‌ها به‌عهدهٔ عسکری و ترانه‌ها به‌عهدهٔ علی ایلیا بود. در زمینهٔ تنظیم نیز شهاب اکبری شش قطعه تنظیم کرده و کوشان حداد، مهران عباسی و مهران خالصی هر کدام یک قطعه تنظیم کرده‌اند. ضبط، میکس و مسترینگ قطعات نیز توسط ایمان حجت در استودیو راگا انجام شده است.
| نام ترانه    | ترانه‌سرا  | آهنگ‌ساز    | تنظیم‌کننده  | میکس و مسترینگ | ضبط                      |
| ------------ | --------- | ---------- | ----------- | -------------- | ------------------------ |
| کلافه        | علی ایلیا | حمید عسکری | مهران عباسی | ایمان حجت      | استودیو راگا / ایمان حجت |
| اتاق خواب    | علی ایلیا | حمید عسکری | شهاب اکبری  | شهاب اکبری     | استودیو راگا / ایمان حجت |
| رؤیا         | علی ایلیا | حمید عسکری | کوشان حداد  | ایمان حجت      | استودیو راگا / ایمان حجت |
| توقع         | علی ایلیا | حمید عسکری | شهاب اکبری  | شهاب اکبری     | استودیو راگا / ایمان حجت |
| دوستای مشترک | علی ایلیا | حمید عسکری | شهاب اکبری  | شهاب اکبری     | استودیو راگا / ایمان حجت |
| دیوونه‌وار    | علی ایلیا | حمید عسکری | مهران خالصی | ایمان حجت      | استودیو راگا / ایمان حجت |
| نفرین        | علی ایلیا | حمید عسکری | شهاب اکبری  | شهاب اکبری     | استودیو راگا / ایمان حجت |
| اصرار        | علی ایلیا | حمید عسکری | شهاب اکبری  | شهاب اکبری     | استودیو راگا / ایمان حجت |
| وای از عشق   | علی ایلیا | حمید عسکری | شهاب اکبری  | شهاب اکبری     | استودیو راگا / ایمان حجت |

## موزیک ویدیو
- باور کن (۱۳۹۶)
- گذشته (۱۳۹۸)
- خوشبختی (اجرای کنسرتی) (۱۳۹۸)
- زندگی (۱۴۰۰)
- تقاص (۱۴۰۰)
- قسمت (اجرای کنسرتی) (۱۴۰۱)
- دستت تو دست منه (۱۴۰۲)
- کجا برم (۱۴۰۲)
- چالوس (۱۴۰۲)
- خالکوبی (اجرای کنسرتی) (۱۴۰۲)
- فاتح (۱۴۰۲)
- اگه به تو نمی‌رسم (اجرای کنسرتی) (۱۴۰۲)

## حواشی
حمید عسکری در ۱۰ بهمن ۱۳۹۷ کنسرتی را در سالن کنسرت نمایشگاه میلاد اجرا کرد که در آن، گیتاریست زن گروهش، نگین پارسا، لحظاتی از قطعهٔ «کجای دنیامی» را تک‌خوانی کرد، اما پس از چند ثانیه میکروفون او قطع شد. عسکری در ادامه به معرفی او پرداخت و برای اجرای ادامهٔ کنسرت، میکروفون خودش را در اختیار او قرار داد. این کار باعث ممنوع‌الکاری نگین پارسا و تعلیق فعالیت‌های عسکری به مدت ۶ ماه شد تعلیق فعالیت او در ۲۷ تیر ۱۳۹۸ با کنسرتی در تکاب پایان پذیرفت.